# Pedro María Jordán de Urriés y Fuenbuena
 Pedro María Jordán de Urriés y Fuenbuena  (Zaragoza, 13 de octubre de 1770-Lerín, 24 de octubre de 1810), iii marqués de Ayerbe, fue un aristócrata español que sirvió en la Real Casa. 

## Vida y familia
Fue hijo de Pedro Vicente Jordán de Urriés y Pignatelli, II marqués de Ayerbe, y de María Ramona Fuembuena y Monserrat, III marquesa de Lierta. Su padre, teniente de granaderos zaragozano, había sido regidor perpetuo de la ciudad de Zaragoza y luego, ya en la Corte, ocupó un puesto de capitán de la Reales Guardias Españolas. Ello permite a su hijo Pedro contraer ventajoso matrimonio en 1789 con María Nicolasa de Palafox y Silva, hija del marqués de Ariza, que había sido caballerizo mayor de la princesa de Asturias María Luisa de Parma. 
Recomendado por su suegro y, luego, por su cuñado Ariza, consigue introducirse en el círculo del príncipe de Asturias Fernando, quien le convierte en uno de sus íntimos amigos.
Su esposa fallece en 1797 y dos años más tarde vuelve a contraer matrimonio con María Juana de Bucarelli y Bucarelli, hija de los condes de Santa Coloma, sobrina de Francisco de Paula Bucarelli y Ursúa y, al fallecer su padre, hereda los títulos familiares.
El rey lo nombra ese año mayordomo mayor de su hijo el príncipe y, desde esa posición interviene activamente en el complot que da lugar al Proceso de El Escorial, siendo absuelto en el mismo. Al ser proclamado rey Fernando VII en marzo de 1808 nombra como su mayordomo mayor al duque de San Carlos, si bien no es este sino Ayerbe quien lo acompaña a Bayona y luego, también arrestado, al castillo de Valençay. Allí le nombra el rey su nuevo  mayordomo mayor. 
Los franceses tratan de atraérselo a su campo y le liberan bajo la promesa de que irá a España y actuará como agente suyo, pero, tan pronto está en España se fuga y acude a Sevilla, reclamando a la Junta Suprema Central ayuda para liberar al rey cautivo. En la ciudad andaluza polemiza también con el liberal Lorenzo Calvo de Rozas acusándole de traidor. 
La Junta le encomienda poner en marcha el plan de liberación, para lo cual viaja junto a Mariano Renovales a Cataluña, Cádiz y Galicia recabando apoyos. Sale a mediados de septiembre de 1810 disfrazado de campesino junto a un capitán igualmente disfrazado hacia Navarra. En Lerín ambos son asaltados por dos guerrilleros que, tras robarles, los asesinan. Años después, y en el lugar donde cayó abatido, su familia mandó colocar un monumento conmemorativo que aún se conserva en un estado bastante aceptable.